# Código da Bandeira da Índia
O Código da Bandeira da Índia é um conjunto de leis que governam o uso da Bandeira da Índia. A Mesa dos Padrões Indianos está encarregada da fabricação da bandeira de acordo com as orientações.